# Сисоєво (Марі-Турецький район)
Сисо́єво (рос. Сысоево, марій. Сысоево) — присілок у складі Марі-Турецького району Марій Ел, Росія. Входить до складу Косолаповського сільського поселення.

## Населення
Населення — 523 особи (2010; 523 у 2002).
Національний склад (станом на 2002 рік):
- марійці — 77 %